# АК-101
АК-101 — автоматичний карабін під набій 5,56×45 мм НАТО, створений для світового експортного ринку (набій є стандартом для всіх армій НАТО). Виготовляється з сучасних матеріалів, включно з пластмасою, що дозволяє зменшити вагу та покращити купність стрільби. Технічні рішення АК-101 застосовані і у моделі АК-103 та інших моделях АК сотої серії.

## Бойове застосування

### Російсько-українська війна
Автомати Калашникова сотої серії застосовувалися військовослужбовцями РФ без розпізнавальних знаків в ході окупації Криму Російською Федерацією в лютому-березні 2014 року. ЗМІ зазначалося, що автомати сотої серії не стоять на озброєнні ЗС і МВС України, однак використовуються в підрозділах російської армії. Також ЗМІ повідомляли, що АК-соті використовувалися сепаратистами під час диверсійних операцій (а після початку АТО — масштабних бойових дій) на території самопроголошеної Донецької республіки та російськими найманцями.
Російські офіційні особи, в свою чергу, регулярно спростовували факт наявності російської зброї на території України, так само як і факт участі громадян РФ в анексії Криму, а також у збройному конфлікті на Донбасі.